# Zdravko Malić (prevoditelj)
Zdravko Malić (Ljubija, BiH, 10. listopada 1933. – Cavtat, 3. rujna 1997.), bio je hrvatski je znanstvenik, prevoditelj i pjesnik. 
Napisao je brojna djela iz područja kroatistike i polonistike; rasprave, eseje, oglede, prikaze i recenzije. Poznat je kao prevoditelj. Jedan je među najvećim prevoditeljima poljske književnosti na hrvatski. Prevodio je i s ruskog jezika, a preko njegovih prijevoda s ruskog, dostupan je na hrvatskom izbor kineske klasične poezije (Oboljeli konj).
Napisao je zbirku pjesama U drugom nekom gradu. 

## Životopis
Rodio se u službeničkoj obitelji 1933. godine. U Sarajevu je proveo djetinjstvo i dio mladosti. Ondje mu je 1952. montiran politički proces. Iako je bio izvrsnim učenikom, osuđen na gubitak prava školovanja u cijeloj BiH. To ga je prisililo otići iz BiH. Odselio je u Zagreb koji mu je bio njegovim stalnim boravištem do kraja života. U Zagrebu je završio gimnaziju 1953. godine. 
Studirao je na Filozofskom fakultetu gdje je 1958. diplomirao jugoslavistiku i rusistiku. Još dok je bio zagrebačkim studentom, studirao je 1956./1957. francusku književnost i jezik na sveučilištu u Strasbourgu. Inozemno je školovanje nastavio u Poljskoj gdje je specijalizirao poljsku književnost i jezik 1958./1959. na sveučilištu u Varšavi i sljedeće školske godine u Krakovu. 
1961. se godine zaposlio na Filozofskom fakultetu u Zagrebu, gdje je radio do smrti, došavši do razine redovnog predavača. 1965. je godine doktorirao u Zagrebu na Filozofskom fakultetu na djelu Witolda Gombrowicza. Dugo je godina vodio Katedru za zapadnoslavenske jezike, dugo je predavao poljski jezik, a do smrti je predavao poljsku književnost.
1969. je osnovao i uređivao časopis Književnu smotru koji je u ono vrijeme bio jedinim hrvatskim časopisom za svjetsku književnost. 
Bio je članom Društva hrvatskih književnih prevoditelja, Društva hrvatskih književnika, Hrvatskoga filološkog društva i inih. 
Umro je na ljetovanju u Cavtatu.

## Nagrade
Dobio je visoke poljske i hrvatske kulturne nagrade. 

## Vanjske poveznice
- Artresor
- Pipschipsvideoclips  Arhivirana inačica izvorne stranice od 6. ožujka 2016. (Wayback Machine) Zdravko Malić
- Dalibor Blažina, Gombrowicz Zdravka Malicia, 2005.